# 주색

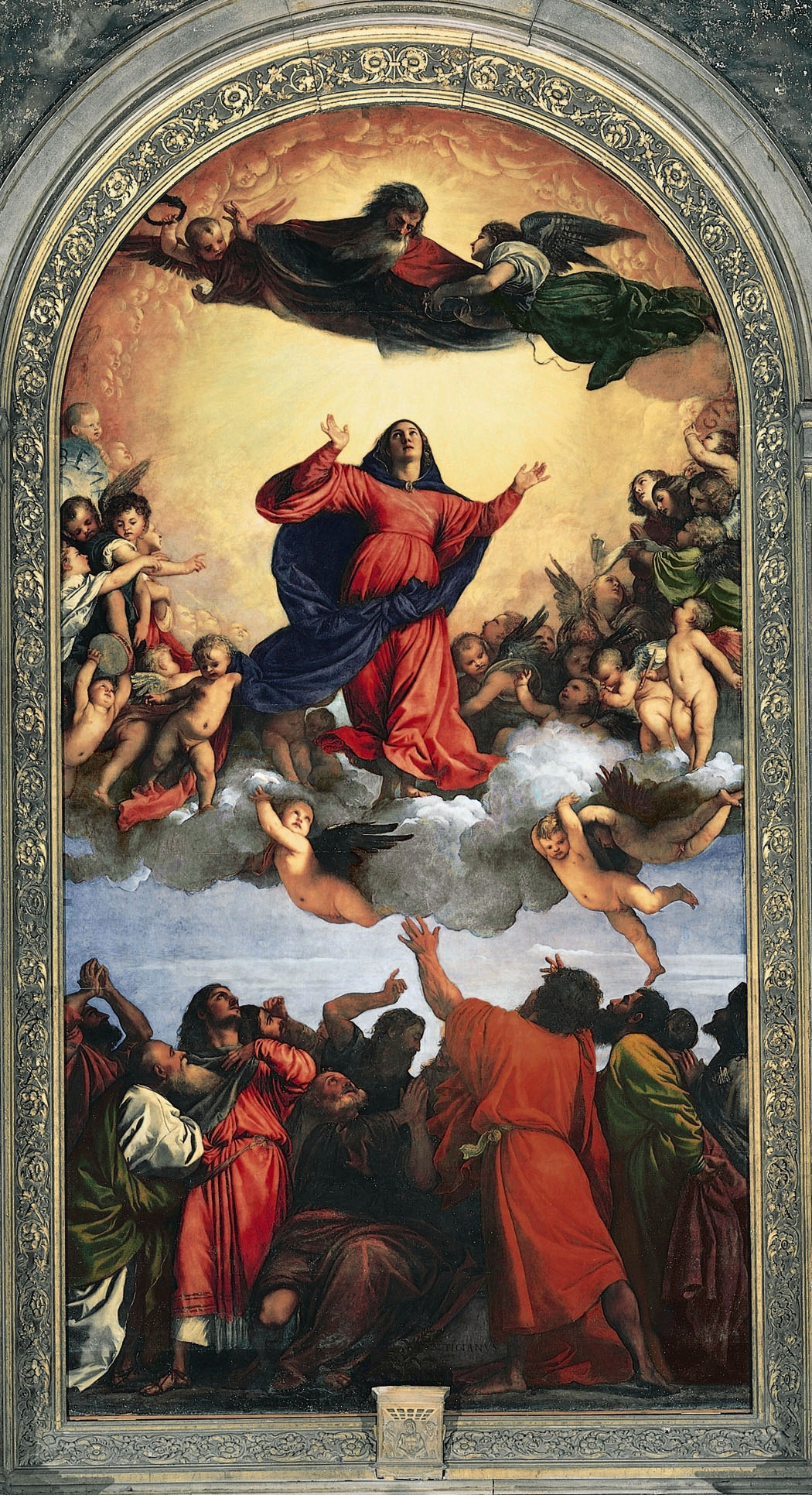

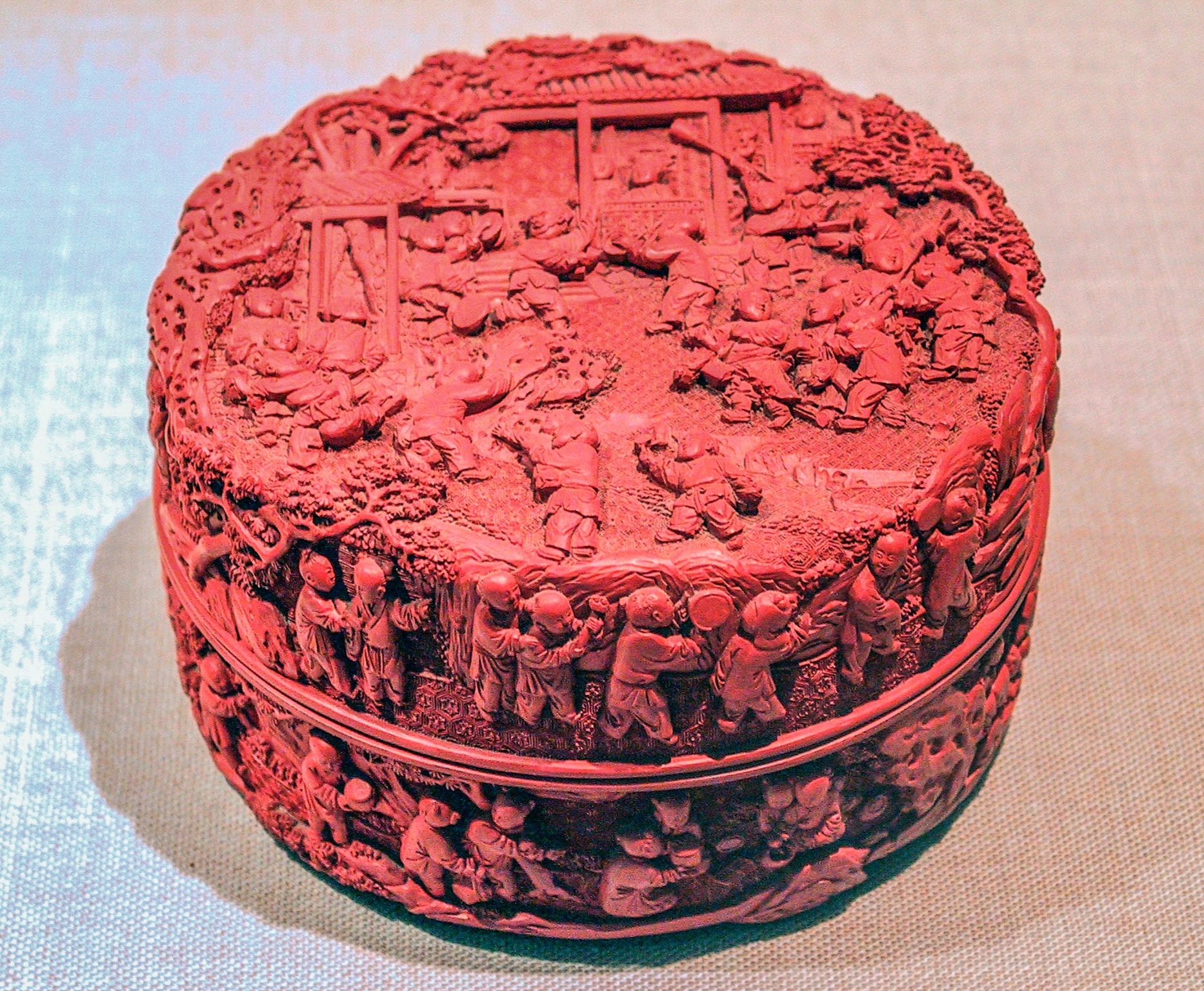

주색(朱色), 버밀리언(영어: vermillion)은 붉은색 계통의 색 중 하나이다.

## 역사
광물인 주사(朱砂)를 써서 만들었는데, 이는 황화 수은의 색깔 때문에 붉은 것으로 독성이 있다. 한편 유럽에서는 깍지벌레의 일종인 케르메스 베르밀리오(Kermes vermilio)를 써서 염료를 만들기도 했다. ‘버밀리언’(vermillion)이라는 이름은 ‘작은 벌레’라는 뜻의 라틴어 베르밀리쿠스(vermiculus)에서 왔다.

## 문화

### TV 프로그램
- 쿵푸

### 종교
- 성경